# Lávka U Tenisu
Lávka U Tenisu je železobetonová a ocelová lávka pro pěší a cyklisty v části Přerov I-Město města Přerov v okrese Přerov. Geograficky se nachází v nížině Bečevská brána na Hané a v Olomouckém kraji.

## Historie a popis
Současná lávka je postavena na místech dřívějších lávek stavěných již ve 20. století, kdy např. dřevěná lávka se v roce 1981 nečekaně zřítila. V roce 1984 byla dána do provozu na stejném místě nové závěsná lávka, která byla zničena v červenci 1997 během tehdejších katastrofálních povodní na Moravě a Odře. Další lávka, která byla postavena na konci 90. let, musela být v roce 2014 stržena. Největší devastující vliv na lávky měly vždy povodně na řece Bečvě. Současná lávka byla slavnostně otevřena dne 1. září 2015. Lávka spojuje tenisový areál a Rybářskou alej (levý břeh Bečvy) s Přírodní památkou Malé laguny (pravý břeh bečvy). Předchozí dvě lávky se skládaly z betonových prefabrikátů, ve kterých bylo umístěno 14 předpjatých lan a po krajích dalších 6 ocelových lan, spletených ve svazek. Současná lávka je, z ohledu na povodně, vyšší než všechny předchozí lávky a podobně jako předchozí lávka, je využívána pro provoz cyklistů i chodců. Lávka umožňuje v naléhavých případech také přejezd vozidel integrovaného záchranného systému. Současná lávka má délku 94,6 m a šířku 3,5 m. Je také předpjatá, podepřena 2 železobetonovými pilíři a zavěšena na 2 ocelových pylonech pomocí lan. V noci je lávka osvětlena.

## Další informace
Lávka je celoročně volně přístupná a nachází se křižovatkách turistických a cyklistických tras, např. cyklostezka Bečva, EuroVelo4, cyklotrasa GW Krakov-Morava-Vídeň, naučná stezka Přerovským luhem aj.

## Galerie

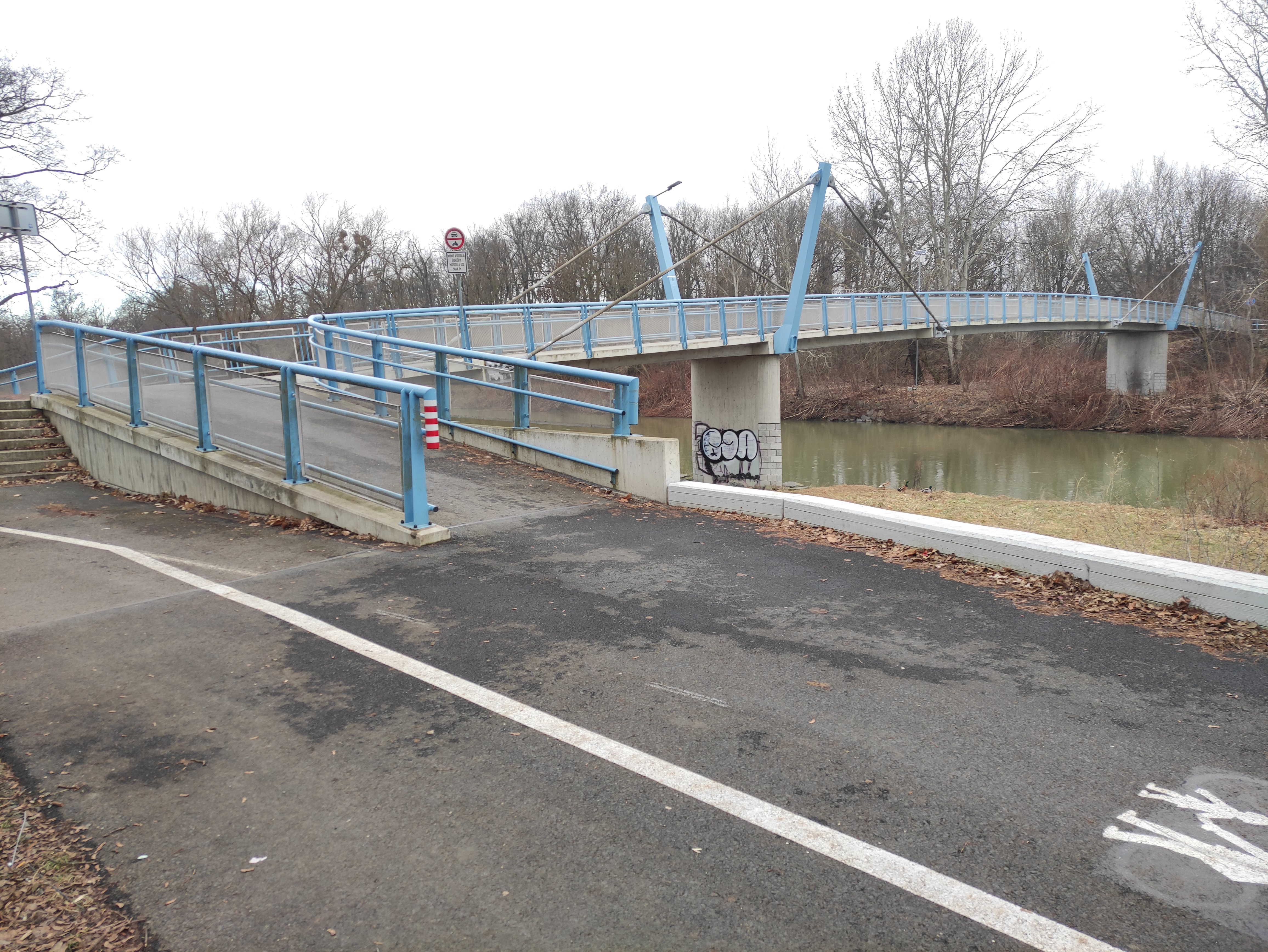
Pohled z levého břehu (leden 2024)